# Syndiclis kwangsiensis
Syndiclis kwangsiensis är en lagerväxtart som först beskrevs av André Joseph Guillaume Henri Kostermans, och fick sitt nu gällande namn av Hsi Wen Li. Syndiclis kwangsiensis ingår i släktet Syndiclis och familjen lagerväxter. Inga underarter finns listade i Catalogue of Life.